# Ich bin ein Star – Holt mich hier raus!/Staffel 15
Die 15. Staffel der deutschen Reality-Show Ich bin ein Star – Holt mich hier raus! startete am 21. Januar 2022 auf dem Privatsender RTL und endete am 5. Februar 2022. Das große Wiedersehen fand am 20. Februar 2022 um 20:15 Uhr auf RTL statt. Die Moderation übernahmen erneut Sonja Zietlow und Daniel Hartwich. Auch der Paramedic Bob McCarron alias „Dr. Bob“ war wieder anwesend.
Dschungelkönig und Gewinner des Preisgelds von 100.000 Euro wurde Filip Pavlović.

## Corona-Auswirkungen
- 2021 wurde die 15. Staffel aufgrund der COVID-19-Pandemie auf das Jahr 2022 verschoben und stattdessen Ich bin ein Star – Die große Dschungelshow produziert.
- Im Oktober 2021 gab RTL die Pläne zur Produktion der 15. Staffel im südafrikanischen Kruger-Nationalpark bekannt. Australien schied wegen vorhandener und möglicher Einreisebeschränkungen aus. Ich bin ein Star – Holt mich hier raus! tauschte den Drehort mit der australischen Variante I’m a Celebrity … Get Me Out of Here!, die umgekehrt statt in Südafrika in Australien produziert wurde.[1][2] Am 10. Januar 2022 starteten die Teilnehmer nach Südafrika, um die dortigen Quarantänebestimmungen bis zum Start der Staffel erfüllen zu können.[3]
- RTL gab am 13. Januar 2022 kurzfristig nicht zu klärende „Unstimmigkeiten zum Impfstatus“ der Kandidatin Christin Okpara bekannt und ersetzte sie durch die mitgereiste Ersatzkandidatin Jasmin Herren.[4][5] RTL wies darauf hin, dass eine Impfung gegen SARS-CoV-2 keine Voraussetzung für die Teilnahme sei.
- Am 19. Januar 2022 gab RTL bekannt, dass Lucas Cordalis einen positiven PCR-Test auf SARS-CoV-2 aufweist und deshalb nicht ins Camp einziehen könne.[6] Er konnte nicht durch den weiteren Ersatzkandidaten Cosimo Citiolo ausgetauscht werden, da der bereits vor dem Abflug nach Südafrika positiv auf das Corona-Virus getestet wurde.[7] Zu Beginn der dritten Folge teilten die Moderatoren mit, dass Cordalis auch nicht nachträglich einziehen wird.

## Teilnehmer
Im Januar 2021 wurde in der 13. Folge der Spezialstaffel Ich bin ein Star – Die große Dschungelshow bekannt gegeben, dass Lucas Cordalis, Sohn des ersten Dschungelkönigs Costa Cordalis, in der 15. Staffel in das Camp einziehen würde. Im Finale der Dschungelshow wurde die Teilnahme von Harald Glööckler verkündet. Mit Filip Pavlović, dem Gewinner dieser Show, standen somit drei Kandidaten bereits ein Jahr zuvor fest.
| Platz | Teilnehmer        | Bekannt als | Auszug am  |
| ----- | ----------------- | --- | ---------- |
| 01    | Filip Pavlović    | Reality-TV-Teilnehmer (Die Bachelorette, Bachelor in Paradise, Gewinner von Like Me – I’m Famous, Ich bin ein Star – Die große Dschungelshow)                      | 6. Februar |
| 02    | Eric Stehfest     | Schauspieler, Darsteller bei Gute Zeiten, schlechte Zeiten, Autor                                                                                                  | 6. Februar |
| 03    | Manuel Flickinger | Kandidat bei Prince Charming | 6. Februar |
| 04    | Harald Glööckler  | Modedesigner, Unternehmer | 5. Februar |
| 05    | Peter Althof      | Promi-Bodyguard, Kickbox-Europameister, Schauspieler | 5. Februar |
| 06    | Anouschka Renzi   | Schauspielerin | 4. Februar |
| 07    | Linda Nobat       | Kandidatin bei Der Bachelor | 2. Februar |
| 08    | Tina Ruland       | Schauspielerin (Manta Manta) | 1. Februar |
| 09    | Jasmin Herren     | Schlagersängerin, Reality-TV-Teilnehmerin (Der Container Exklusiv, Das Sommerhaus der Stars – Kampf der Promipaare, Temptation Island VIP), Witwe von Willi Herren | 30. Januar |
| 10    | Tara Tabitha      | Influencerin, Model, Reality-TV-Teilnehmerin (Ex on the Beach, Saturday Night Fever – So feiert Österreichs Jugend)                                                | 29. Januar |
| 211 1 | Janina Youssefian | Erotikmodel, Affäre von Dieter Bohlen, Reality-TV-Teilnehmerin (Promi Big Brother, Adam sucht Eva – Promis im Paradies)                                            | 24. Januar |

## Abstimmungsergebnisse
| Abstimmungsergebnisse der fünfzehnten Staffel | Abstimmungsergebnisse der fünfzehnten Staffel | Abstimmungsergebnisse der fünfzehnten Staffel | Abstimmungsergebnisse der fünfzehnten Staffel | Abstimmungsergebnisse der fünfzehnten Staffel | Abstimmungsergebnisse der fünfzehnten Staffel | Abstimmungsergebnisse der fünfzehnten Staffel | Abstimmungsergebnisse der fünfzehnten Staffel | Abstimmungsergebnisse der fünfzehnten Staffel | Abstimmungsergebnisse der fünfzehnten Staffel | Abstimmungsergebnisse der fünfzehnten Staffel |
| Platz                                         | 28. Januar                                    | 29. Januar                                    | 30. Januar 1                                  | 31. Januar                                    | 1. Februar                                    | 2. Februar 2                                  | 3. Februar                                    | 4. Februar                                    | 5. Februar Vorfinale                          | 5. Februar Finale                             |
| --------------------------------------------- | --------------------------------------------- | --------------------------------------------- | --------------------------------------------- | --------------------------------------------- | --------------------------------------------- | --------------------------------------------- | --------------------------------------------- | --------------------------------------------- | --------------------------------------------- | --------------------------------------------- |
| 01                                            | Glööckler 27,98 %                             | Glööckler 26,58 %                             | Stehfest 22,31 %                              | Stehfest 20,41 %                              | Pavlović 20,09 %                              | Pavlović 25,61 %                              | Pavlović 25,18 %                              | Pavlović 32,35 %                              | Pavlović 48,58 %                              | Pavlović 63,69 %                              |
| 02                                            | Renzi 21,88 %                                 | Pavlović 14,66 %                              | Glööckler 18,11 %                             | Pavlović 18,84 %                              | Flickinger 16,65 %                            | Flickinger 19,19 %                            | Flickinger 17,86 %                            | Flickinger 18,21 %                            | Stehfest 28,17 %                              | Stehfest 36,31 %                              |
| 03                                            | Pavlović 11,90 %                              | Flickinger 14,31 %                            | Flickinger 16,58 %                            | Glööckler 16,14 %                             | Renzi 16,25 %                                 | Glööckler 17,54 %                             | Glööckler 17,34 %                             | Stehfest 16,74 %                              | Flickinger 23,25 %                            |                                               |
| 04                                            | Stehfest 9,31 %                               | Stehfest 12,93 %                              | Pavlović 13,94 %                              | Flickinger 12,85 %                            | Glööckler 15,37 %                             | Althof 14,55 %                                | Stehfest 15,10 %                              | Glööckler 16,37 %                             |                                               |                                               |
| 05                                            | Ruland 8,94 %                                 | Althof 7,75 %                                 | Althof 9,54 %                                 | Renzi 8,51 %                                  | Stehfest 14,01 %                              | Stehfest 12,22 %                              | Althof 13,23 %                                | Althof 16,33 %                                |                                               |                                               |
| 06                                            | Althof 6,90 %                                 | Ruland 7,70 %                                 | Ruland 7,08 %                                 | Althof 8,29 %                                 | Althof 9,68 %                                 | Renzi 10,89 %                                 | Renzi 11,29 %                                 |                                               |                                               |                                               |
| 07                                            | Nobat 5,03 %                                  | Renzi 6,78 %                                  | Nobat 6,36 %                                  | Nobat 8,08 %                                  | Nobat 7,95 %                                  |                                               |                                               |                                               |                                               |                                               |
| 08                                            | Herren 3,20 %                                 | Nobat 5,84 %                                  | Renzi 6,08 %                                  | Ruland 6,88 %                                 |                                               |                                               |                                               |                                               |                                               |                                               |
| 09                                            | Flickinger 2,73 %                             | Herren 3,45 %                                 |                                               |                                               |                                               |                                               |                                               |                                               |                                               |                                               |
| 10                                            | Tabitha 2,13 %                                |                                               |                                               |                                               |                                               |                                               |                                               |                                               |                                               |                                               |

| Abstimmungen „Wer muss zur nächsten Dschungelprüfung“ | Abstimmungen „Wer muss zur nächsten Dschungelprüfung“ | Abstimmungen „Wer muss zur nächsten Dschungelprüfung“ | Abstimmungen „Wer muss zur nächsten Dschungelprüfung“ |
| 21. Januar 2022 | 22. Januar 2022 | 23. Januar 2022 | 24. Januar 2022 |
| --- | --- | --- | --- |
| - Renzi 21,53 % - Glööckler 19,66 % - Nobat 14,49 % - Tabitha 8,60 % - Ruland 7,52 % - Youssefian 6,51 % - Stehfest 4,82 % - Flickinger 4,38 % - Althof 4,22 % - Herren 4,15 % - Pavlović 4,12 % | - Youssefian 38,24 % - Nobat 16,43 % - Renzi 14,19 % - Glööckler 9,98 % - Ruland 4,52 % - Pavlović 4,52 % - Stehfest 3,45 % - Herren 3,39 % - Flickinger 1,85 % - Tabitha 1,80 % - Althof 1,63 % | - Nobat 32,74 % - Youssefian 15,10 % - Glööckler 11,18 % - Renzi 7,77 % - Ruland 7,34 % - Pavlović 5,71 % - Tabitha 5,16 % - Stehfest 5,11 % - Herren 4,33 % - Flickinger 2,85 % - Althof 2,71 % | - Nobat 48,74 % - Glööckler 11,45 % - Tabitha 11,27 % - Stehfest 8,26 % - Pavlović 7,44 % - Herren 5,85 % - Flickinger 3,85 % - Althof 3,14 % - Renzi gesperrt - Ruland gesperrt |
| 25. Januar 2022 | 26. Januar 2022 | 27. Januar 2022 | |
| - Nobat 46,78 % - Tabitha 12,86 % - Herren 12,69 % - Pavlović 7,95 % - Stehfest 6,62 % - Glööckler 6,39 % - Flickinger 3,72 % - Althof 2,99 % - Renzi gesperrt - Ruland gesperrt                 | - Renzi 33,52 % - Nobat 24,43 % - Herren 8,03 % - Pavlović 7,66 % - Stehfest 6,58 % - Glööckler 6,04 % - Tabitha 5,81 % - Flickinger 4,00 % - Althof 3,93 % - Ruland gesperrt                    | - Ruland 32,59 % - Renzi 25,06 % - Nobat 15,45 % - Glööckler 6,14 % - Pavlović 4,66 % - Tabitha 4,24 % - Stehfest 3,73 % - Herren 3,23 % - Flickinger 2,70 % - Althof 2,20 %                     | |

## Dschungelprüfungen
| Dschungelprüfungen der 15. Staffel                                                                 | Dschungelprüfungen der 15. Staffel | Dschungelprüfungen der 15. Staffel                       | Dschungelprüfungen der 15. Staffel |
| Datum                                                                                              | Kandidat(en) | Prüfung                                                  | Erspielte Rationen (Sterne) |
| -------------------------------------------------------------------------------------------------- | --- | -------------------------------------------------------- | --- |
| 20. Jan. 2022                                                                                      | Filip Pavlović Janina Youssefian Eric Stehfest Harald Glööckler Tara Tabitha                                                                                      | 1. Dschungelcamp-Challenge „Der Sprung ins Nichts“       | · (Tabitha) |
| 20. Jan. 2022                                                                                      | Peter Althof 1 Jasmin Herren Manuel Flickinger Linda Nobat 1 | 2. Dschungelcamp-Challenge „Dschungelcamp-Abseil-Aktion“ | Sternsymbol · Sternsymbol · Sternsymbol · Sternsymbol · Sternsymbol · Sternsymbol                                                                       |
| 21. Jan. 2022                                                                                      | Janina Youssefian Peter Althof Tina Ruland Manuel Flickinger Anouschka Renzi Filip Pavlović Eric Stehfest Jasmin Herren Tara Tabitha Linda Nobat Harald Glööckler | „Wühlen, Wissen, Würgen“                                 | · (Althof, Flickinger, Stehfest, Herren und Glööckler)                                                                                                  |
| 22. Jan. 2022                                                                                      | Anouschka Renzi | „Aquälium“                                               | Sternsymbol · Sternsymbol · Sternsymbol · Sternsymbol · Sternsymbol · Sternsymbol · Sternsymbol · Sternsymbol · Sternsymbol · Sternsymbol · Sternsymbol |
| 23. Jan. 2022                                                                                      | Linda Nobat Janina Youssefian | „Das Traumahaus der Stars“                               | Sternsymbol · Sternsymbol · Sternsymbol · Sternsymbol · Sternsymbol · Sternsymbol · Sternsymbol · Sternsymbol · Sternsymbol · Sternsymbol · Sternsymbol |
| 24. Jan. 2022                                                                                      | Anouschka Renzi Linda Nobat Harald Glööckler Janina Youssefian 2                                                                                                  | „Das Fiesband“                                           | · (Renzi und Nobat) |
| 25. Jan. 2022                                                                                      | Harald Glööckler Linda Nobat | „Stars am Abgrund“                                       | 3 |
| 26. Jan. 2022                                                                                      | Linda Nobat Tara Tabitha | „Schrotto-Lotto“                                         | Sternsymbol · Sternsymbol · Sternsymbol · Sternsymbol · Sternsymbol · Sternsymbol · Sternsymbol · Sternsymbol · Sternsymbol · Sternsymbol               |
| 27. Jan. 2022                                                                                      | Jasmin Herren Linda Nobat Anouschka Renzi | „Der große Preis von Mpumalanga“                         | Sternsymbol · Sternsymbol · Sternsymbol · Sternsymbol · Sternsymbol · Sternsymbol · Sternsymbol · Sternsymbol · Sternsymbol · Sternsymbol               |
| 28. Jan. 2022                                                                                      | Linda Nobat Anouschka Renzi Tina Ruland | „Keine Ahnung unter dieser Nummer“                       | Sternsymbol · Sternsymbol · Sternsymbol · Sternsymbol · Sternsymbol · Sternsymbol · Sternsymbol · Sternsymbol · Sternsymbol · Sternsymbol               |
| 29. Jan. 2022                                                                                      | Manuel Flickinger Filip Pavlović | „Bundesekelbahn“                                         | Sternsymbol · Sternsymbol · Sternsymbol · Sternsymbol · Sternsymbol · Sternsymbol · Sternsymbol · Sternsymbol · Sternsymbol                             |
| 30. Jan. 2022                                                                                      | Peter Althof Eric Stehfest | „Fluss mit lustig“                                       | 4 (Prüfung von Stehfest nicht angetreten) |
| 31. Jan. 2022                                                                                      | Filip Pavlović | „Lokus Pokus“                                            | Sternsymbol · Sternsymbol · Sternsymbol · Sternsymbol · Sternsymbol · Sternsymbol · Sternsymbol · Sternsymbol                                           |
| 1. Feb. 2022                                                                                       | Manuel Flickinger Eric Stehfest | „Stars am Abgrund 2.0“ 5                                 | Sternsymbol · Sternsymbol · Sternsymbol · Sternsymbol · Sternsymbol · Sternsymbol · Sternsymbol                                                         |
| 2. Feb. 2022                                                                                       | Peter Althof Filip Pavlović | „Kennen oder flennen“                                    | Sternsymbol · Sternsymbol · Sternsymbol · Sternsymbol · Sternsymbol · Sternsymbol                                                                       |
| 3. Feb. 2022                                                                                       | Harald Glööckler Anouschka Renzi | „Make memory great again“                                | (Prüfung von beiden nicht angetreten) |
| 4. Feb. 2022                                                                                       | Peter Althof Manuel Flickinger Harald Glööckler Filip Pavlović Eric Stehfest                                                                                      | „Creek der Sterne“                                       | Sternsymbol · Sternsymbol · Sternsymbol · Sternsymbol · Sternsymbol                                                                                     |
| 5. Feb. 2022                                                                                       | Filip Pavlović | „Athos“ (Vorspeise)                                      | 4 |
| 5. Feb. 2022                                                                                       | Eric Stehfest | „Porthos“ (Hauptspeise)                                  | Sternsymbol · Sternsymbol · Sternsymbol · Sternsymbol · Sternsymbol                                                                                     |
| 5. Feb. 2022                                                                                       | Manuel Flickinger | „Aramis“ (Nachspeise)                                    | 4 (Prüfung abgebrochen) |
| Von 158 möglichen Sternen konnten 84 in Essensrationen umgewandelt werden, dies entspricht 53,2 %. | |                                                          | |

## Schatzsuche
Die Kandidaten gehen in der Regel zu zweit auf Schatzsuche und lösen eine Aufgabe. Bei Erfolg bringen sie meistens eine Schatztruhe ins Camp. Dort wird die Truhe geöffnet, in welcher sich eine Quizfrage mit zwei Antwortmöglichkeiten befindet. Beantworten die Kandidaten die Aufgabe richtig, gibt es einen Gewinn wie beispielsweise Süßigkeiten oder Gewürze; antworten sie falsch, gibt es einen nutzlosen Trostpreis. Seltener gibt es nach dem Lösen der Aufgabe einen Sofortgewinn.
| Schatzsuche der 15. Staffel | Schatzsuche der 15. Staffel      | Schatzsuche der 15. Staffel                      | Schatzsuche der 15. Staffel                                                                        | Schatzsuche der 15. Staffel |
| Datum                       | Kandidaten                       | Aufgabe                                          | Frage und Antwortmöglichkeiten                                                                     | Gewinn/Trostpreis           |
| --------------------------- | -------------------------------- | ------------------------------------------------ | -------------------------------------------------------------------------------------------------- | --------------------------- |
| 24. Jan. 2022 1             | Manuel Flickinger Jasmin Herren  | „Elefantenschleim-Dusche“                        | Was ist Coitophobie? A: Die Angst vor Geschlechtsverkehr B: Die Angst vor Koi-Karpfen              | Salz                        |
| 27. Jan. 2022               | Filip Pavlović Tara Tabitha      | Wasserrad in Bewegung halten (Nacht-Schatzsuche) | Welche ist die richtige Schreibweise des folgenden Wortes? A: Cappuchino B: Cappuccino             | Kaffee                      |
| 28. Jan. 2022               | Harald Glööckler Jasmin Herren   | Schnitzeljagd                                    | Zahlen merken, keine Frage                                                                         | Erdbeeren                   |
| 1. Feb. 2022                | Harald Glööckler Filip Pavlović  | Camper-Ranking                                   | Wofür steht die Abkürzung BRD? A: Bundesrepublik Deutschland B: Biologische Replikations-Differenz | Chips                       |
| 3. Feb. 2022                | Manuel Flickinger Filip Pavlović | Fitness-Übungen und Logik-Aufgaben lösen         | Welches Land ist ein Nachbarland von Deutschland? A: Ungarn B: Schweiz                             | Mango                       |

## Einschaltquoten
| Folge                                                  | Dauer         | Dauer          | Erstausstrahlung (2022) | Zuschauerzahl | Marktanteil | Zuschauerzahl | Marktanteil   | Quelle        |
| Folge                                                  | (mit Werbung) | (ohne Werbung) | Erstausstrahlung (2022) | ab 3 Jahren   | ab 3 Jahren | 14–49-Jährige | 14–49-Jährige | Quelle        |
| ------------------------------------------------------ | ------------- | -------------- | ----------------------- | ------------- | ----------- | ------------- | ------------- | ------------- |
| Folgen mit Abstimmung „Wer muss zur Dschungelprüfung?“ |               |                |                         |               |             |               |               |               |
| 01                                                     | 190 Min.      | 145 Min.       | Fr, 21. Januar          | 4,87 Mio.     | 22,3 %      | 2,06 Mio.     | 36,3 %        | [ Quoten 1 ]  |
| 02                                                     | 123 Min.      | 092 Min.       | Sa, 22. Januar          | 4,46 Mio.     | 21,6 %      | 1,79 Mio.     | 31,6 %        | [ Quoten 1 ]  |
| 03                                                     | 106 Min.      | 084 Min.       | So, 23. Januar          | 3,97 Mio.     | 19,5 %      | 1,54 Mio.     | 28,5 %        | [ Quoten 1 ]  |
| 04                                                     | 099 Min.      | 074 Min.       | Mo, 24. Januar          | 3,84 Mio.     | 20,3 %      | 1,39 Mio.     | 30,0 %        | [ Quoten 2 ]  |
| 05                                                     | 094 Min.      | 070 Min.       | Di, 25. Januar          | 3,72 Mio.     | 19,6 %      | 1,37 Mio.     | 28,4 %        | [ Quoten 3 ]  |
| 06                                                     | 100 Min.      | 074 Min.       | Mi, 26. Januar          | 4,01 Mio.     | 21,1 %      | 1,58 Mio.     | 31,6 %        | [ Quoten 4 ]  |
| 07                                                     | 125 Min.      | 089 Min.       | Do, 27. Januar          | 4,27 Mio.     | 14,4 %      | 1,97 Mio.     | 26,6 %        | [ Quoten 5 ]  |
| Folgen mit Abstimmung „Wer soll im Camp bleiben?“      |               |                |                         |               |             |               |               |               |
| 08                                                     | 149 Min.      | 108 Min.       | Fr, 28. Januar          | 4,81 Mio.     | 19,8 %      | 1,97 Mio.     | 30,9 %        | [ Quoten 6 ]  |
| 09                                                     | 115 Min.      | 094 Min.       | Sa, 29. Januar          | 4,41 Mio.     | 19,2 %      | 1,76 Mio.     | 28,3 %        | [ Quoten 6 ]  |
| 10                                                     | 102 Min.      | 071 Min.       | So, 30. Januar          | 4,29 Mio.     | 20,3 %      | 1,61 Mio.     | 28,2 %        | [ Quoten 6 ]  |
| 11                                                     | 096 Min.      | 075 Min.       | Mo, 31. Januar          | 4,26 Mio.     | 22,3 %      | 1,57 Mio.     | 33,6 %        | [ Quoten 7 ]  |
| 12                                                     | 094 Min.      | 082 Min.       | Di, 1. Februar          | 4,30 Mio.     | 22,6 %      | 1,47 Mio.     | 28,8 %        | [ Quoten 7 ]  |
| 13                                                     | 105 Min.      | 076 Min.       | Mi, 2. Februar          | 4,08 Mio.     | 22,0 %      | 1,48 Mio.     | 30,6 %        | [ Quoten 7 ]  |
| 14                                                     | 122 Min.      | 098 Min.       | Do, 3. Februar          | 4,09 Mio.     | 13,4 %      | 1,59 Mio.     | 20,7 %        | [ Quoten 8 ]  |
| 15                                                     | 087 Min.      | 064 Min.       | Fr, 4. Februar          | 4,24 Mio.     | 15,9 %      | 1,58 Mio.     | 24,0 %        | [ Quoten 9 ]  |
| Finale                                                 |               |                |                         |               |             |               |               |               |
| 16                                                     | 131 Min.      | 114 Min.       | Sa, 5. Februar          | 5,21 Mio.     | 23,6 %      | 2,12 Mio.     | 35,7 %        | [ Quoten 7 ]  |
| Das große Wiedersehen                                  |               |                |                         |               |             |               |               |               |
| –                                                      | 123 Min.      | 088 Min.       | So, 6. Februar          | 2,91 Mio.     | 9,0 %       | 1,21 Mio.     | 14,2 %        | [ Quoten 10 ] |
| Das Nachspiel                                          |               |                |                         |               |             |               |               |               |
| –                                                      | 135 Min.      | 104 Min.       | So, 20. Februar         | 2,02 Mio.     | 6,5 %       | 0,79 Mio.     | 9,9 %         | [ Quoten 11 ] |
| Anmerkungen: 1. 2.                                     |               |                |                         |               |             |               |               |               |

## Zusätzliche Sendungen im TV und Web
- 10. Januar bis 6. Februar 2022: Ich bin ein Star – Holt mich hier raus! – Der Podcast mit Maribel de la Flor und Sebastian Klimpke bzw. Maurice Gajda (RTL+)
- 19. Januar bis 6. Februar 2022: Beas Raucherpause mit Bea Fiedler (IBES Social Media-Kanäle)
- 21. Januar bis 5. Februar 2022: Ich bin ein Star – Die Stunde danach mit Angela Finger-Erben und Olivia Jones (RTL)
- 23. Januar 2022: Das Klassentreffen der Dschungelstars – Jetzt wird ausgepackt! mit Olivia Jones (RTL)
- 30. Januar 2022: Ich bin ein Star – Die große Dschungelparty mit Angela Finger-Erben und Olivia Jones (RTL)
- 6. Februar 2022: Ich bin ein Star – Holt mich hier raus! – Das große Wiedersehen mit Sonja Zietlow und Daniel Hartwich (RTL)
- 20. Februar 2022: Ich bin ein Star – Holt mich hier raus! Das Nachspiel mit Sonja Zietlow und Daniel Hartwich (RTL)

## Trivia
- Vier Teilnehmerinnen mit Playboy-Erfahrung gab es bislang noch nicht im Dschungelcamp. Tina Ruland  war in vier Ausgaben abgebildet (einmal als Playmate des Monats), Anouschka Renzi und Janina Youssefian in zwei und Linda Nobat wurde für das Heft vom Februar 2022 für das Cover und eine Fotostrecke ausgewählt.
- Zum ersten Mal in der Geschichte von Ich bin ein Star – Holt mich hier raus! schieden alle Frauen aus, bevor ein Mann das Camp verlassen musste.
- Abgesehen von den drei Prüfungen im Finale gab es in der 15. Staffel nur zwei Prüfungen, die von einer Person bestritten wurden, so wenige wie nie zuvor.
- Die Sendung wurde montags bis mittwochs um 23:10 Uhr – vor dem Einspieler mit der Dschungelprüfung – für eine auf 8 Minuten gekürzte Ausgabe von RTL Direkt unterbrochen.
- In der letzten Sendung von Ich bin ein Star – Die Stunde danach wurde aufgelöst, dass Sonja Zietlow und Daniel Hartwich aufgrund der langen Wege in Südafrika nicht an der Dschungelprüfung vom 1. Februar 2022 moderativ anwesend sein konnten und deshalb Dr. Bob als Moderator einsprang.